# Metacynortoides
Genre
Synonymes
- Neocynortoides Roewer, 1916

Metacynortoides est un genre d'opilions laniatores de la famille des Cosmetidae.

## Distribution
Les espèces de ce genre sont endémiques des Antilles.

## Liste des espèces
Selon World Catalogue of Opiliones (26/07/2021) :
- Metacynortoides bilineata Goodnight & Goodnight, 1942
- Metacynortoides obscura (Banks, 1901)
- Metacynortoides romana Goodnight & Goodnight, 1942
- Metacynortoides scabrosa (Banks, 1909)
- Metacynortoides transversalis Goodnight & Goodnight, 1942

## Publication originale
- Roewer, 1912 : « Die Familie der Cosmetiden der Opiliones-Laniatores. » Archiv für Naturgeschichte, vol. 78, no 10, p. 1–122 (texte intégral).